# Станьовиці
Станьовиці (пол. Staniowice) — село в Польщі, у гміні Собкув Єнджейовського повіту Свентокшиського воєводства.
Населення — 453 особи (2011).
У 1975-1998 роках село належало до Келецького воєводства.

## Демографія
Демографічна структура на день 31 березня 2011 року:
|          | Загалом | Допрацездатний вік | Працездатний вік | Постпрацездатний вік |
| -------- | ------- | ------------------ | ---------------- | -------------------- |
| Чоловіки | 229     | 44                 | 147              | 38                   |
| Жінки    | 224     | 49                 | 120              | 55                   |
| Разом    | 453     | 93                 | 267              | 93                   |